# Хасани, Синан
Сина́н Хаса́ни (алб. Sinan Hasani; 14 мая 1922, дер. Пожаранье, восточнее Урошеваца, Королевство сербов, хорватов и словенцев — 28 августа 2010, Белград, Сербия) — югославский и косовский партийный и государственный деятель, председатель Президиума СФРЮ (1986—1987).

## Биография
Родился в албанской семье, окончил медресе Gazi Isa-bey в Скопье.
В 1941 году вступил в югославское партизанское движение, в 1942 году — в коммунистическую партию Югославии. В 1944 году попал в немецкий плен и до конца Второй мировой войны находился в лагере для военнопленных близ Вены.
В 1952 году окончил Высшую политическую школу имени Джуро Джаковича в Белграде. Затем стал председателем косовского отделения Социалистического союза трудового народа Югославии.
- 1965—1967 годы — директор издательства «Рилиндия»,
- 1967—1971 годы — заместитель председателя Скупщины СР Сербии,
- 1971—1974 годы — посол СФРЮ в Дании,
- 1974—1982 годы — заместитель председателя союзной Скупщины Социалистической Федеративной Республики Югославии,
- 1978—1990 годы — член ЦК СКЮ,
- 1982—1983 годы — председатель Президиума ЦК Союза коммунистов Косово, член Президиума СКЮ
- 1984—1989 годы — член Президиума СФРЮ,
- 1986—1987 годы — председатель Президиума СФРЮ. Поддерживал Слободана Милошевича.

Отстаивал интересы югославского руководства, известен его конфликт с албанским лидером Энвером Ходжей, когда Хасани назвал лидера Албании «подлым козлом», а тот его в ответ — «сербской собакой».

## Романы
- Një nate e turbullt (Беспокойная ночь, 1966)
- Era dhe Lisi (1973; в 1979 г. экранизирован как телесериал)
- Fëmijëria e Gjon Vatrës (Второе детство Джона Ватера, 1975)
- Për bukën e bardhë (Для белого хлеба, 1977)